# Victor Turner
Victor Turner (Glasgow, 1920-1983) fue un antropólogo cultural escocés; estudioso de símbolos y ritos de las culturas tribales y su rol en las sociedades. A menudo su obra es, junto con la de Clifford Geertz, uno de los referentes de la antropología simbólica.

## Infancia y juventud
Su padre era ingeniero electrónico y su madre actriz de teatro, lo cual influyó determinantemente en su fluctuante interés entre las humanidades y las ciencias. Divorciados sus padres se cría con sus abuelos convirtiéndose en un ávido lector de obras literarias, científicas y deportivas. Ingresó en la University College de Londres para estudiar literatura, aunque tuvo que interrumpir sus estudios por el estallido de la Segunda Guerra Mundial. Durante dicha contienda bélica despertó su interés por la antropología y al regresar a la universidad recibió clases por parte de varios autores del estructural-funcionalismo (Alfred Reginald Radcliffe-Brown, Meyer Fortes, y Edmund Leach, entre otros) que marcarían su impronta en la producción intelectual inicial del autor. Tras obtener la graduación universitaria trabajó con Max Gluckman en el departamento de Antropología de la Universidad de Mánchester. Realizó trabajo de campo entre los ndembu de Zambia en asociación con el instituto de Rhodes-Livingston (aquí comenzó su interés por el ritual), donde vivió con su mujer Edith Brockslesby y sus tres hijos.
Terminó su  doctorado Schism and Continuity in an African Society en 1955. Dicho trabajo ejerció una fuerte influencia sobre el estructural-funcionalismo británico, aunque en él se plantean cuestiones que suponían un cambio respecto a la teoría antropológica clásica de esta corriente. Aquí define el concepto de drama social para hacer referencia a la unidad de análisis que se puede utilizar en los estudios sobre los procesos sociales. El objetivo es intentar explicar la vida social humana mediante un dinamismo del que carecían los modelos teóricos anteriores, más concentrados en aspectos estáticos. Dicha orientación comienza a romper con el estructural- funcionalismo para pasar a adoptar una perspectiva simbólico – interpretativa.
Permaneció en Mánchester varios años, siendo discípulo de Edward Evan Evans-Pritchard. En 1958 se convirtió al catolicismo junto con su esposa.

## Carrera profesional
En 1961 viajó a California para ocupar un puesto en el Center for Advanced Behavioral Sciences at Stanford University. Posteriormente pudo conseguir otro puesto en la Universidad de Cornell  en 1964 donde terminó tres libros y realizó trabajo de campo entre los gisu de Uganda.
La selva de los símbolos (1967) explicita su cambio de interés desde las estructuras políticas, económicas y de parentesco hacia la vida ritual de los Ndembu.
Percibe la ritualidad y los símbolos implicados en ella no solo como un aspecto funcional de la estructura social, sino también como un medio de comprensión del mundo humano de cualquier sociedad.
Empieza así a considerar diferentes aspectos simbólicos (mutivocidad semántica, unificación, condensación y polarización de sentidos) que permiten abordar la vida social desde varias alternativas. Destaca también el papel de la exégesis de los participantes en el ritual desde el punto de vista simbólico y de la participación humana en el mismo.
En El proceso ritual (1969) desarrolla las nociones de liminalidad y communitas como categorías de comprensión que fueron posteriormente retomadas tanto en estudios de antropología como en trabajos de otras disciplinas afines como la sociología o la psicología. 
El concepto de liminalidad es una noción tomada de Arnold Van Gennep y alude al estado de apertura y ambigüedad que caracteriza a la fase intermedia de un tiempo-espacio tripartito (una fase preliminal o previa, una fase intermedia o liminal y otra fase posliminal o posterior). La liminalidad se relaciona directamente con la communitas puesto que se trata de una manifestación anti-estructura y anti-jerarquía de la sociedad. En una de sus últimas obras, From ritual to theatre (1982) desarrolla el concepto de drama social con el ritual. Parte de la filosofía de Dilthey y esta influencia fundamenta su antropología de la experiencia que tenía como fin el intercambio subjetivo de la perspectiva del investigador – investigado como aspecto elemental del análisis hermeneútico.
En Chicago dirige sus intereses hacia las religiones del mundo y las sociedades totales. Igualmente se interesó en el teatro experimental como forma moderna de liminalidad, donde la realidad diaria se transforma en experiencia simbólica. Durante su estancia de diez años en Chicago comenzó un estudio a largo plazo del peregrinaje cristiano contemporáneo.
Finalmente regentó la cátedra William R.Keenan, Jr. en la Universidad de Virginia, en el campus de Charlottesville. Fue el fundador del Departamento de Antropología en la Universidad de Virginia.

## Obras fundamentales
- Schism and Continuity, Manchester 1957
- Betwixt and Between: The Liminal Period in Rites de Passage. in: Symposium on New Approaches to the Study of Religion, 1964. Melford E. Spiro; Seattle, American Ethnological Society
- The Forest of Symbols, Ithaca, Nueva York 1967 [traducción castellana: La selva de los símbolos], siglo XXI, Madrid 1980.
- The Drums of Affliction, Oxford 1968
- The Ritual Process, Ithaca, Nueva York, 1969. [traducción castellana: El proceso ritual] Taurus, Madrid 1988
- Dramas, Fields and Metaphors, Ithaca, Nueva York 1974
- Image and Pilgrimage in Christian Culture [con Edith Turner], Nueva York 1977
- From Ritual to Theater, Nueva York 1982
- On the Edge of the Bush, Phoenix, Arizona 1985
- Liminality, Kabbalah, and the Media, 1985
- The Anthropology of Performance, 1986
- The Anthropology of Experience, 1986
- The Anthropology of Performance, Nueva York 1987
- Revelation and Divination in Ndembu Ritual, Cornell University Press, Nueva York y Londres, 1975.